# Amy Lee
Amy Lynn Hartzler (Riverside, Kalifornija, 13. prosinca 1981.), bolje poznata kao Amy Lee je američka kantautorica, pjevačica i vođa uspješnog američkog alternative-rock sastava Evanescence. Snima prvi EP jednostavnog naziva Evanescence EP,a na njemu se nalaze i stare obrade pjesama kao što su "My Immortal", "Imaginary" te "Haunted". Poslije je uslijedio demo Origin, a svjetsku slavu stekla je albumom Fallen iz 2003. Album donosi 4 hit-singla, a to su redom:
- "Bring Me to Life" iz 2003., također se nalazi na soundtrack albumu Daredevil.
- "Going Under" iz 2003.
- "Everybody's Fool" iz 2004.
- "My Immortal" iz 2004., koji se također nalazi na soundtrack albumu Daredevil.

Pjesma "My Immortal" je nagrađena nagradom Grammy 2005. godine. 2004. izdaju Live DVD/CD Anywhere but Home sa snimkom koncerta iz Pariza, te s ekskluzivnim dodatkom: dvije neobjavljene pjesme i četiri spota za objavljene singlove.
Nakon ogromnog uspjeha prvog studijskog albuma, u sastavu su nastale nesuglasice i tako je tijekom turneje iznenada sastav napustio Ben Moody. Iako su mnogi predviđali raspad grupe, Amy Lee i dečki vraćaju se sredinom listopada 2006. na scenu novim albumom simboličnog naziva The Open Door (prijevod: Otvorena vrata). Album donosi 4 hit-singla:
"Call Me When You're Sober" objavljen u listopadu 2006. te "Lithium" iz prosinca 2006. Wind-Up Records, izdavačka kuća u sklopu koje djeluju i Evanescence, odlučila se prema reakcijama fanova na koncertima da umjesto predviđenog novog singla "All that I'm living for" u prodaju lansira "Sweet Sacrifice". Najnoviji singl je "Good Enough". U sklopu novog izdanja soundtracka crtića Predbožićna noćna mora Amy Lee napravila je obradu pjesme "Sally's song" koristeći harfu. Amy Lee objavila je da se 6. svibnja 2007. udala za dugogodišnjeg prijatelja Josha Hartzlera.

## Životopis
Amy je odrastala u kući s bratom i dvije sestre. Treća sestra je umrla od nepoznate bolesti 1987. Na cd-u "Fallen" nalazi se pjesma "Hello", a na albumu "The Open Door" nalazi se pjesma "Like You" koje su posvećene umrloj sestri. Inače Amy je pjevala u crkvenom zboru od svoje 6. godine, a uz to ima 9 godina škole za klavir, te svira i gitaru. Njen otac je bio poznati DJ, stoga su se dosta selili... od Californije, Illinoisa, do Arkansasa gdje je Evanescence započeo svoju karijeru nakon što je Amy diplomirala na akademiji Pulaski 2000 godine. Danas je Amy poznata po Neo-Goth stilu što se vidi po Viktorijanskoj odjeći u kojoj nastupa i makeupu.Odjeću uglavnom dizajnira sama a u tim kreacijama je išla na dodjelu Grammyja i nastupala na spotu "Going Under".

## Evanescence

### Osnivanje
Lee je osnovala sastav s gitaristom Benom Moodyem. Upoznali su se u mladenačkom kampu kada je Moody čuo Amy kako svira pjesmu "I'd Do Anything for Love (But I Won't Do That)" sastava Meatloaf na klaviru. U roku par mjeseci počeli su svirati u Arkansasu te eventualno snimili dva EP-a, Evanescence EP (1998) te Sound Asleep EP (1999). 2000. snimili su duži EP, naziva Origin koji sadrži 3 pjesme s debitantskog albuma Fallen, a to su "My Immortall", "Whisper" te "Imaginary" ali su dodatno uređivani za potrebe albuma. 
22. studenog 2003., Moody je napustio sastav zbog "kreativnih neslaganja" između njega i Lee. Njega je zamijenio bivši gitarist sastava Cold, Terry Balsamo, kao glavni gitarist te partner u pisanju.

## Izgled
Poznata je po prepoznatljivom modnom stilu koji uzor nalazi u goth načinu šminkanja (pogotovo za vrijeme Fallen ere) te Viktorijanskom stilu odijevanja. Mnogo svoje odjeće dizajnira sama, uključujući onu s dodijela Grammya 2003. te naslovnice albuma The Open Door. Kod nastupe često nosi korzete, visoke crne čizme te duge suknje. U jednom razdoblju imala je piercing iznad lijeve obrve, ali je u intervjuu 2011. navela kako ga je "prerasla, te da ga je nosila onda kada je morala nešto dokazati". 
Lee je poznata i po tome što odbija koristi seksualnu privlačnost kako bi promovirala svoju glazbu, a unatoč tome mnogi je smatraju jednom od najprivlačnijih žena u rock žanru.